# Sabellaria alcocki
Sabellaria alcocki é uma espécie de anelídeo pertencente à família Sabellariidae.
A autoridade científica da espécie é Gravier, tendo sido descrita no ano de 1906.
Trata-se de uma espécie presente no território português, incluindo a sua zona económica exclusiva.